# Mangaltar (Kavrepalanchok)
Mangaltar (nep. मंगलटार) – gaun wikas samiti w środkowej części Nepalu w strefie Bagmati w dystrykcie Kavrepalanchok. Według nepalskiego spisu powszechnego z 2001 roku liczył on 661 gospodarstw domowych i 3858 mieszkańców (2028 kobiet i 1830 mężczyzn).